# Kim Bertholet
Kim Bertholet (Winnipeg, 24 dicembre 1967) è un'ex cestista canadese.

## Carriera
Con il Canada ha disputato i Campionati mondiali del 1990.